# Merchants of Doubt
Merchants of Doubt ("Mercaderes de la duda", en inglés) es un libro escrito en 2010 por los historiadores científicos norteamericanos Naomi Oreskes y Erik M. Conway. El libro identifica similitudes entre el debate sobre el cambio climático y las más recientes controversias sobre el consumo de tabaco, la lluvia ácida y el agujero de ozono. Oreskes y Conway escriben que en cada caso "se mantiene viva la controversia" mediante la difusión de la duda y la confusión después de que se haya llegado a un consenso científico, que esa fue la estrategia básica de aquellas acciones contrarias. En particular, dijeron que Fred Seits, Fred Singer y unos cuantos científicos opositores juntaron fuerzas con think tanks conservadores y compañías privadas para desafiar el consenso científico sobre muchos temas de actualidad.
El Marshall Institute y Fred Singer, dos de los sujetos sobre los que trata el libro, lo criticaron, pero muchos críticos lo recibieron favorablemente. Uno de los críticos dijo que Merchants of Doubt está basado en una investigación y documentación exhaustivas, y puede ser uno de los libros más importantes del 2010. Otro crítico lo consideró su elección al mejor libro de ciencia del año.

## Temas
Oreskes y Conway escriben que un puñado de políticos conservadores, científicos, con fuertes vínculos con determinadas industrias, han "desempeñado un papel desproporcionado en los debates sobre cuestiones controvertidas". El libro indica que estos científicos han desafiado el consenso científico sobre los peligros de fumar, los efectos de la lluvia ácida, la existencia del agujero de ozono, y la existencia del cambio climático antropogénico. Los autores escriben que esto se ha traducido en "ofuscación deliberada" de los problemas que ha tenido una influencia en la opinión pública y la formulación de políticas. Oreskes y Conway concluyen que:

"Hay muchas razones por las que Estados Unidos no tomó decisiones sobre el calentamiento global, pero al menos una es la confusión planteada por Bill Nierenberg, Fred Seitz y Fred Singer."

Los tres son físicos: Singer fue un científico especializado en cohetes mientras que Nierenberg y Seitz trabajaban en la bomba atómica.   Oreskes y Conway expresaron: "un pequeño número de personas pueden tener grandes impactos, negativos, sobre todo si están organizados, decididos y tienen acceso al poder".

## Seitz y Singer
Seitz y Singer sirvieron en altos niveles de la administración de la ciencia, y tuvieron contacto con almirantes, generales, y hasta presidentes. También tenían considerable experiencia con los medios, por lo que podían obtener cobertura de la prensa para sus puntos de vista. Los autores afirman que, "Ellos utilizan sus credenciales científicas para presentarse como autoridades, y utilizaron su autoridad para desacreditar cualquier ciencia que no les gustaba".
Seitz y Singer fueron vistos como inconformistas en el debate sobre el tabaco. Seitz dirige un programa para la R. J. Reynolds Tobacco Company que financió investigación para defender el tabaco. Singer coescribió un informe negando los riesgos del humo de segunda mano, financiado por el Instituto del Tabaco, que atacó la ciencia detrás de la constatación de que no había riesgos para la salud de fumadores pasivos y dijo que era "parte de una agenda política para ampliar el control del gobierno sobre la vida de las personas".
Seitz y Singer ayudaron a formar instituciones tales como la Heritage Foundation, la Competitive Enterprise Institute y el Marshall Institute en los Estados Unidos. Financiadas por corporaciones y fundaciones conservadoras, estas organizaciones se han opuesto a muchas formas de intervención del Estado o la regulación de los ciudadanos estadounidenses. El libro enumera tácticas similares en cada caso: "desacreditar a la ciencia, difundir información falsa, confusión y promoción de la duda".
El libro sostiene que a lo largo de más de 20 años, Singer, Seitz, (y otros pocos científicos opositores) estuvieron haciendo estudios científicos no originales sobre los temas que se debatían. Alguna vez habían sido investigadores prominentes, pero en el momento en que se concentraron en los temas analizados en Merchants of Doubt, los autores afirman que este grupo de científicos se dedicaron a atacar la reputación y el trabajo de otros. En cada uno de los temas se oponían al consenso científico.
En diciembre de 2010, en un artículo para el American Thinker, Fred Singer afirma que Merchants of Doubt ataca a varios físicos conocidos de alto nivel, incluyendo al fallecido Fred Seitz, expresidente de la Academia Nacional de Ciencias de Estados Unidos. Singer dice que Oreskes y Conway dicen ser historiadores académicos, sin embargo, han operado de una manera "totalmente no profesional", haciendo caso omiso de información sobre los hechos, sin molestarse en consultar las fuentes primarias, y sin entrevistar a algunos de los científicos objeto de controversia. Singer continúa diciendo: "No importa cual sea el tema ambiental —la reducción del ozono, la lluvia ácida, pesticidas, etc.—, todas y cada una de las oposiciones científicas basadas en hechos objetivos se atribuye a una participación imaginada con las empresas tabacaleras. Nada de esto es cierto, por supuesto". Singer dice que él es miembro de la junta directiva de una organización de lucha contra el tabaquismo, encuentra al humo de segunda mano irritante y desagradable, y no ha sido pagado por la dirección del tabaco ni se unió a ninguna de sus organizaciones frontales.

## Fundamentalismo de libre mercado
El libro indica que Seitz, Singer, Nierenberg y Robert Jastrow eran todos ferozmente anticomunistas y veían a la regulación del gobierno como un paso hacia el socialismo y el comunismo. Con el colapso de la Unión Soviética, buscaron otra gran amenaza para el capitalismo de libre mercado y la encontraron en el ecologismo. Temían que un exceso de reacción a los problemas ambientales condujera a una intervención dura del gobierno en el mercado y la intrusión en las vidas de las personas. Oreskes y Conway afirmaron que cuanto mayor sea el retraso peores serán los problemas, y es más probable que los gobiernos deban tomar las medidas más temidas por los conservadores.

## Recepción
Philip Kitcher en Science dice que Naomi Oreskes y Erik Conway son "dos destacados historiadores". Él llama a Merchants of Doubt "un estudio importante y fascinante". Kitcher dice que las afirmaciones aparentemente duras contra Nierenberg, Seitz, y Singer están "justificadas a través de una potente disección de las maneras en que los científicos climatólogos prominentes, tales como Roger Revelle y Ben Santer, fueron explotados o brutalmente atacados por la prensa".